# Élections sénatoriales de 2004 dans le Rhône
Les élections sénatoriales dans le Rhône ont eu lieu le dimanche 26 septembre 2004. Elles ont eu pour but d'élire les sénateurs représentant le département au Sénat pour un mandat de dix années.

## Contexte départemental
Lors des élections sénatoriales du 24 septembre 1995 dans le Rhône, sept sénateurs ont été élus selon un mode de scrutin proportionnel : un PCF, deux PS, deux UDF et deux RPR.
Depuis, tous les effectifs du collège électoral des grands électeurs ont été renouvelés, avec les élections législatives françaises de 2002, les élections régionales françaises de 2004, les élections cantonales de 2001 et 2004 et les élections municipales françaises de 2001.

## Sénateurs sortants
| Sénateur | Sénateur          | Parti | Fonctions lors de l'élection en 1995         |
| -------- | ----------------- | ----- | -------------------------------------------- |
|          | Guy Fischer       | PCF   |                                              |
|          | Gilbert Chabroux  | PS    |                                              |
|          | Gérard Collomb    | PS    | Maire du 9e arrondissement de Lyon           |
|          | Michel Mercier    | UDF   | Président du conseil général, maire de Thizy |
|          | Jacques Moulinier | UDF   |                                              |
|          | Serge Mathieu     | UMP   |                                              |
|          | René Trégouët     | UMP   |                                              |

## Présentation des listes et des candidats
Les nouveaux représentants sont élus pour une législature de 10 ans au suffrage universel indirect par les 2974 grands électeurs du département. Dans le Rhône, les sénateurs sont élus au scrutin proportionnel plurinominal. Leur nombre reste inchangé, 7 sénateurs sont à élire et 9 candidats doivent être présentés sur la liste pour qu'elle soit validée. Chaque liste de candidats est obligatoirement paritaire et alterne entre les hommes et les femmes. 10 listes ont été déposées dans le département. Elles sont présentées ici dans l'ordre de leur dépôt à la préfecture et comportent l'intitulé figurant aux dossiers de candidature.

### Parti socialiste - Parti communiste français - Parti radical de gauche
| N° | Candidats | Candidats           | Parti | Principale fonction |
| -- | --------- | ------------------- | ----- | ------------------- |
| 01 |           | Gérard Collomb      | PS    | Sénateur sortant    |
| 02 |           | Christiane Demontès | PS    |                     |
| 03 |           | Guy Fischer         | PCF   | Sénateur sortant    |
| 04 |           | Odette Garbrecht    | PS    |                     |
| 05 |           | Jacky Darne         | PS    |                     |
| 06 |           | Geneviève Rivory    | PS    |                     |
| 07 |           | André Gautier       | PRG   |                     |
| 08 |           | Monique Goliasse    | PS    |                     |
| 09 |           | Jean-Claude Gross   | PS    |                     |

### Divers droite
| N° | Candidats | Candidats             | Parti | Principale fonction |
| -- | --------- | --------------------- | ----- | ------------------- |
| 01 |           | Christian Barthélémy  | DVD   |                     |
| 02 |           | Michèle Rochaix       | DVD   |                     |
| 03 |           | Antoine Duperray      | DVD   |                     |
| 04 |           | Marie-Christine Comte | DVD   |                     |
| 05 |           | Gilles Darnaud        | DVD   |                     |
| 06 |           | Paule Guillen Galera  | DVD   |                     |
| 07 |           | Guy Martinet          | DVD   |                     |
| 08 |           | Nicole Chevassus      | DVD   |                     |
| 09 |           | Pascal Ronzière       | DVD   |                     |

### Mouvement républicain et citoyen
| N° | Candidats | Candidats              | Parti | Principale fonction |
| -- | --------- | ---------------------- | ----- | ------------------- |
| 01 |           | Martine Souvignet      | MRC   |                     |
| 02 |           | Jean-Marc Chaffringeon | MRC   |                     |
| 03 |           | Nacera Mezerreb        | MRC   |                     |
| 04 |           | Jean Siry              | MRC   |                     |
| 05 |           | Annick Vert            | MRC   |                     |
| 06 |           | Mohamed Benoui         | MRC   |                     |
| 07 |           | Colette André          | MRC   |                     |
| 08 |           | Hafid Moussaoui        | MRC   |                     |
| 09 |           | Magali Vigne           | MRC   |                     |

### Union pour un mouvement populaire
| N° | Candidats | Candidats            | Parti | Principale fonction |
| -- | --------- | -------------------- | ----- | ------------------- |
| 01 |           | François-Noël Buffet | UMP   |                     |
| 02 |           | Élisabeth Lamure     | UMP   |                     |
| 03 |           | Daniel Jullien       | DVD   |                     |
| 04 |           | Dominique Nachury    | UMP   |                     |
| 05 |           | Michel Forissier     | UMP   |                     |
| 06 |           | Claudine Frieh       | UMP   |                     |
| 07 |           | Patrice Verchère     | UMP   |                     |
| 08 |           | Myriam Fayssat       | DVD   |                     |
| 09 |           | Didier Sondaz        | DVD   |                     |

### Écologiste
| N° | Candidats | Candidats            | Parti | Principale fonction |
| -- | --------- | -------------------- | ----- | ------------------- |
| 01 |           | Bernard Talles       | ECO   |                     |
| 02 |           | Olivia Dickler       | ECO   |                     |
| 03 |           | Dominique Laumonier  | ECO   |                     |
| 04 |           | Marcelle Teychené    | ECO   |                     |
| 05 |           | Christophe Pistoresi | ECO   |                     |
| 06 |           | Magali Elias         | ECO   |                     |
| 07 |           | Stanislas Makowka    | ECO   |                     |
| 08 |           | Raymonde Bayle       | ECO   |                     |
| 09 |           | Pierre Vidal         | ECO   |                     |

### Divers droite
| N° | Candidats | Candidats                      | Parti | Principale fonction |
| -- | --------- | ------------------------------ | ----- | ------------------- |
| 01 |           | Fabienne Lévy                  | DVD   |                     |
| 02 |           | Daniel Pomeret                 | DVD   |                     |
| 03 |           | Isabel Buchsenschutz           | DVD   |                     |
| 04 |           | Pierre Abadie                  | DVD   |                     |
| 05 |           | Lyse Szternberg                | DVD   |                     |
| 06 |           | Michel Vintejoux               | DVD   |                     |
| 07 |           | Ariane Dautryve                | DVD   |                     |
| 08 |           | Gilles Delorme                 | DVD   |                     |
| 09 |           | Marie-Antoinette Lepetitgaland | DVD   |                     |

### Front national
| N° | Candidats | Candidats                      | Parti | Principale fonction |
| -- | --------- | ------------------------------ | ----- | ------------------- |
| 01 |           | Jean-Pierre Barbier            | FN    |                     |
| 02 |           | Marie-Christine de Penfentenyo | FN    |                     |
| 03 |           | André Morin                    | FN    |                     |
| 04 |           | Marie Chameau                  | FN    |                     |
| 05 |           | Emmanuel Roman                 | FN    |                     |
| 06 |           | Pasquale Marion                | FN    |                     |
| 07 |           | Gérard Perréal                 | FN    |                     |
| 08 |           | Liliane Boury                  | FN    |                     |
| 09 |           | Bruno Gollnisch                | FN    |                     |

### Union pour la démocratie française
| N° | Candidats | Candidats            | Parti | Principale fonction                            |
| -- | --------- | -------------------- | ----- | ---------------------------------------------- |
| 01 |           | Michel Mercier       | UDF   | Sénateur sortant, président du Conseil général |
| 02 |           | Muguette Dini        | UDF   |                                                |
| 03 |           | Jean-Jacques Pignard | UDF   |                                                |
| 04 |           | Martine Surrel       | UDF   |                                                |
| 05 |           | Patrick Bouju        | DVD   |                                                |
| 06 |           | Chantal Genthon      | UDF   |                                                |
| 07 |           | Michel Oziol         | UDF   |                                                |
| 08 |           | Bernadette Bertrix   | UDF   |                                                |
| 09 |           | Maurice Maurin       | DVD   |                                                |

### Les Verts
| N° | Candidats | Candidats               | Parti | Principale fonction |
| -- | --------- | ----------------------- | ----- | ------------------- |
| 01 |           | Pascale Bonniel-Chalier | Verts |                     |
| 02 |           | René Clerjon            | Verts |                     |
| 03 |           | Murielle Fert           | ECO   |                     |
| 04 |           | Roger Fréty             | Verts |                     |
| 05 |           | Béatrice Vessiller      | Verts |                     |
| 06 |           | Étienne Tête            | Verts |                     |
| 07 |           | Patricia Delaigue       | Verts |                     |
| 08 |           | Fawzi Benarbia          | ECO   |                     |
| 09 |           | Véronique Moreira       | Verts |                     |

### Mouvement national républicain
| N° | Candidats | Candidats              | Parti | Principale fonction |
| -- | --------- | ---------------------- | ----- | ------------------- |
| 01 |           | Pierre Relachon        | MNR   |                     |
| 02 |           | Christine Girerd-Comte | MNR   |                     |
| 03 |           | Yves Crubellier        | MNR   |                     |
| 04 |           | Marta Kerl             | MNR   |                     |
| 05 |           | Adrien Martinez        | MNR   |                     |
| 06 |           | Michèle Boitelet       | MNR   |                     |
| 07 |           | Philippe Dulac         | MNR   |                     |
| 08 |           | Marie Marchand         | MNR   |                     |
| 09 |           | Hubert Blain           | MNR   |                     |

## Résultats
| Tête de liste  | Tête de liste           | Liste          | Voix  | %      | Élus |
| -------------- | ----------------------- | -------------- | ----- | ------ | ---- |
|                | Gérard Collomb          | PS-PCF-PRG     | 1 040 | 35,60  | 3    |
|                | François-Noël Buffet    | UMP            | 643   | 22,01  | 2    |
|                | Michel Mercier          | UDF            | 641   | 21,94  | 2    |
|                | Christian Barthélémy    | DVD            | 309   | 10,58  |      |
|                | Pascale Bonniel-Chalier | Verts          | 141   | 4,83   |      |
|                | Fabienne Lévy           | DVD            | 102   | 3,49   |      |
|                | Jean-Pierre Barbier     | FN             | 23    | 0,79   |      |
|                | Martine Souvignet       | MRC            | 17    | 0,58   |      |
|                | Bernard Talles          | ECO            | 3     | 0,10   |      |
|                | Jean-Pierre Relachon    | MNR            | 2     | 0,07   |      |
|                |                         |                |       |        |      |
| Inscrits       | Inscrits                | Inscrits       | 2 974 | 100,00 |      |
| Abstentions    | Abstentions             | Abstentions    | 28    | 0,94   |      |
| Votants        | Votants                 | Votants        | 2 946 | 99,06  |      |
| Blancs et nuls | Blancs et nuls          | Blancs et nuls | 25    | 0,85   |      |
| Exprimés       | Exprimés                | Exprimés       | 2 921 | 99,15  |      |

### Sénateurs élus
| Sénateur | Sénateur             | Parti |
| -------- | -------------------- | ----- |
|          | Guy Fischer          | PCF   |
|          | Gérard Collomb       | PS    |
|          | Christiane Demontès  | PS    |
|          | Michel Mercier       | UDF   |
|          | Muguette Dini        | UDF   |
|          | François-Noël Buffet | UMP   |
|          | Élisabeth Lamure     | UMP   |